# Arolde de Oliveira

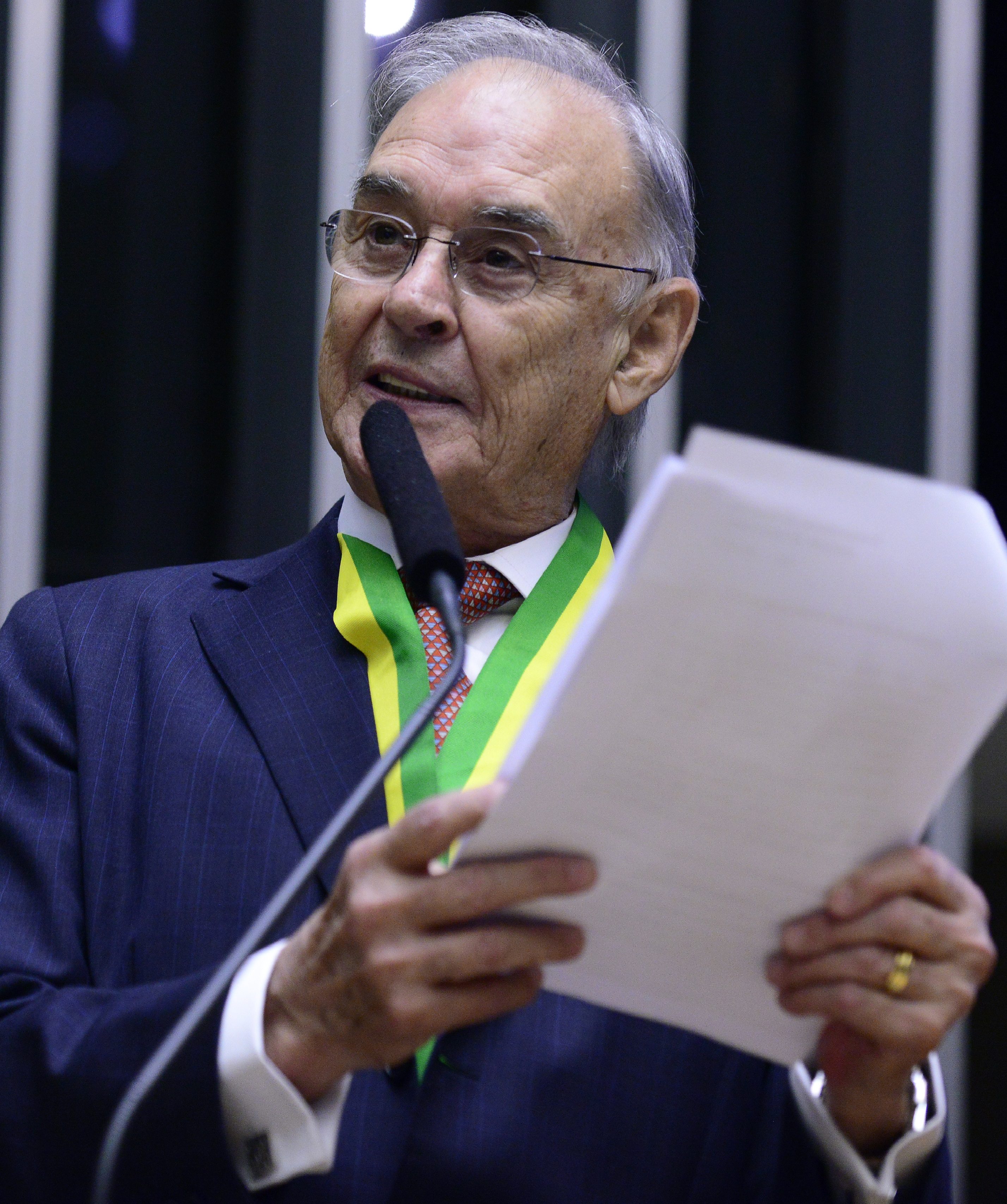
Arolde de Oliveira, 2016

Arolde de Oliveira (* 11. März 1937 in São Luiz de Gonzaga, Gemeinde von São Miguel das Missões, Bundesstaat Rio Grande do Sul, Brasilien; † 21. Oktober 2020 in Rio de Janeiro, Brasilien) war ein brasilianischer Politiker, Militär, Hochschullehrer, Ingenieur und Unternehmer.
Unter Präsident Medici war er Minister für Telekommunikation.

## Leben und Wirken
Arolde de Oliveira stammt aus São Luiz de Gonzaga im Bundesstaat Rio Grande do Sul. Bereits mit 11 Jahren besuchte er eine Militärschule in Porto Alegre, um als Heranwachsender eine Militärakademie abzuschließen. Er erhielt 1959 den militärischen Rang eines Kapitäns zur See der Marine und studierte Ingenieurwissenschaften und Ökonomie an der Militärhochschule. 1967 verließ er das Militär.
Er war seitdem als Hochschullehrer für Ingenieurwissenschaften an einer Universität in Rio tätig sowie an einer Hochschule für Wirtschaftswissenschaften.
Auch war er als Ingenieur und später in leitenden Positionen für das Telekommunikationsunternehmen Embratel tätig sowie Mitte der 1970er Jahre für zwei Jahre in Washington für Intelsat.
Am 21. Oktober 2020 starb er im Alter von 83 Jahren an den Folgen einer COVID-19-Erkrankung. Sein Leichnam wurde eingeäschert. Die Stadt Rio de Janeiro sowie der gleichnamige Bundesstaat ordneten jeweils drei Tage Staatstrauer an. Zu seinem Tod äußerte sich auch Flavio Bolsonaro, ein Sohn des Präsidenten, der ein Freund der Familie war.

## Politische Karriere
2019 wurde er in den Senat von Brasilien gewählt und seine Amtszeit hätte bis 20217 gedauert. Er war der erste Senator, der im Amt an Corona verstarb.
Von 1983 bis 2019 war er Abgeordneter für den Bundesstaat Rio de Janeiro im Nationalen Parlament Brasiliens. In der Zeit von 2005 bis 2008 war er außerdem Verkehrs- und Arbeitsminister des Bundesstaates Rio de Janeiro. Während der Militärdiktatur war er unter der Regierung von Präsident Emílio Garrastazu Médici von 1973 bis 1974 Minister für Kommunikation der Föderativen Republik Brasilien.
Er vertrat ultrakonservative Ansichten im Parlament und galt als verlängerter Arm der evangelikalen Szene Brasiliens sowie von Präsident Jair Bolsonaro in Senat und Parlament. So war er gegen die gleichgeschlechtliche Ehe, gegen Abtreibung, gegen Glücksspiel, gegen die Legalisierung von Drogen und setzte sich für eine sehr frühe Strafmündigkeit von Tätern ein.
Auch brachte er in den 1990er Jahren einen Gesetzentwurf ein, der die Privatisierung des gesamten Kommunikationssektors Brasiliens vorsah und den er durchsetzen konnte. Daher galt er auch als ein Vertreter des Neoliberalismus in Brasilien.

## Religion
Oliveira trat 1981 aus der katholischen Kirche aus und wurde eine wichtige Gestalt der evangelikalen Szene des Landes. Er trat den evangelikalen Baptisten bei und gründete einen Musikverlag, der fast ausschließlich Gospelmusik und evangelikale Musik vertreibt, Mk Music. Mit dem Radiosender El Shadday FM in Rio de Janeiro, den er gegründet hatte, versuchte er, den Evangelikalen ein Medium zur Verfügung zu stellen.

## Coronaverharmlosung
Auch wenn er Corona nicht komplett leugnete, ließ er sich von vielen Ideen der politischen Elite um Präsident Bolsonaro leiten: So sprach er sich für die Nutzung des Medikaments Chloroquin aus, das das einzig hilfreiche sei. Auch seien die Zahlen der Coronatoten viel zu hoch und die Medien würden übertreiben. Zwar leugnete er nicht, dass es zu tausenden von Toten gekommen sei, doch er bestritt die Zahlen, wie sie die Medien mitteilten. Auch gegen Lockdowns und soziale Isolation sprach er sich vehement aus, da die Wirtschaft zusammenbreche und es sehr viele Arbeitslose geben würde.